# 제14회 미국 작가 조합상
제14회 미국 작가 조합상은 1961년 뛰어난 활동을 보인 영화 작가를 기리기 위해 1962년 3월에 열린 시상식이다. Hollywood Palladium에서 개최되었다.

## 수상 및 후보

### 각본상
- 웨스트 사이드 스토리 - 어니스트 레흐먼 수상
- 허슬러 - 시드니 캐럴 수상
- 티파니에서 아침을 - 조지 엑셀로드 수상

### 월계수상
- Philip Dunne 수상

### 발렌타인 데이비스 상
- Mary C. McCall Jr. 수상